# Palau de Gel Bolxoi
El Palau de Gel Bolxoi (en rus: Большо́й ледо́вый дворе́ц, Bolxoi ledovi dvorets) és un pavelló esportiu multiusos de 12.000 seients situat a Sotxi, Rússia, que va ser inaugurat el 2012. "Bolxoi" significa "gran", d'aquí que el nom correcte en català seria "el Gran palau de gel". El lloc se l'ha comparat, per la seva semblança, amb un ou de Fabergé. Juntament amb el Xaiba Arena, acollí alguns dels esdeveniments d'hoquei sobre gel dels Jocs Olímpics d'Hivern de 2014. Les dues seus estan ubicades a 300 metres de distància.
El cost de construcció del pavelló fou del voltant de 180.100.000 dòlars dels Estats Units, incloent-hi les obres temporals per als Jocs Olímpics. Després dels Jocs, el recinte serveix d'estadi esportiu i sala de concerts.